# Pharambara cuprea
Pharambara cuprea är en fjärilsart som beskrevs av Arnold Pagenstecher 1884. Pharambara cuprea ingår i släktet Pharambara och familjen Thyrididae. Inga underarter finns listade i Catalogue of Life.